# ماوویوویتسه
ماوویوویتسه (به لاتین: Małujowice) یک روستا در لهستان است که در گمینا سکاربیمیژ واقع شده‌است. ماوویوویتسه ۴۳۰ نفر جمعیت دارد.